# Прямой эфир из Багдада (фильм)
Прямой эфир из Багдада (англ. Live from Baghdad) — американский телефильм, поставленный режиссёром Миком Джексоном и выпущенный в 2002 году компанией HBO. Сценарий к фильму написал журналист и продюсер телеканала Роберт Винер по мотивам своей одноимённой документальной книги, о его работе в Багдаде в период с 1990 по 1991 год.

## Сюжет
2 августа 1990 года. На улицы Эль-Кувейта врывается колонна иракских танков, вторжение началось. В штаб-квартире телекомпании CNN продюсер Роберт Винер убеждает Эда Тёрнера и Тома Джонсона послать его с командой в Багдад. В аэропорту Багдада он встречает Джо Эрликсона из CBS, высланного из страны за некорректные вопросы, задаваемые Саддаму Хусейну. Команда останавливается в отеле Аль-Рашид в центре города.
Президент США Буш-старший заявляет, что иракцы держат в заложниках британцев, прикрывая ими свои важнейшие объекты. Винер посвящает этому свою первую передачу. Он отправляется в министерство информации Ирака, где ему удаётся завоевать симпатию министра Наджи аль-Хадити. Винер просит его дать им двустороннюю прямую связь с офисом в Аммане и интервью с Хусейном. Его команда отправляется в посольство, где встречает укрывающихся там американских граждан. Один из них, Боб Винтон, собирается работать в Багдаде, журналисты берут у него интервью. Вскоре Винер узнаёт, что Винтон схвачен сотрудниками иракской госбезопасности и что Хусейн дал интервью CBS. Наджи говорит, что Винтон жив, и предлагает Винеру слетать в закрытый к тому времени Кувейт, чтобы проверить обвинения в адрес иракских военных, которые якобы выбросили недоношенных детей из инкубаторов в роддоме, оставив их умирать на полу. Команда прибывает в Джасру, но военные прерывают интервью в роддоме, сотрудник Наджи Мазин велит им возвращаться в Багдад. Вернувшись, Винер понимает, что их использовали, чтобы развеять обвинения. Его команда снимает интервью с Хусейном. На вопрос Бернарда Шоу, согласен ли Хусейн вывести войска из Кувейта, Хусейн отвечает: если США согласятся из-за эмбарго оставить Гавайи, то иракцы уйдут из Кувейта.
Осень 1990 года. Буш выступает перед военными в саудовской пустыне, заявляя, что не отступится, пока не вышвырнет агрессора из Кувейта. Война надвигается. Хусейн освобождает всех заложников, Винер встречает в аэропорту Винтона. Госсекретарь Джеймс Бейкер выдвигает ультиматум: иракские войска должны быть выведены к 15 января. Мазин приносит Винеру транслятор, обрадованный журналист связывается напрямую со штаб-квартирой в Атланте. К нему присоединяются военные журналисты Питер Арнетт и Джон Холлиман. Солдаты устанавливают зенитки, магазины закрываются, репортёры спешно покидают город. Руководство CNN предоставляет членам команды Винера самим решить: уехать или оставаться. Винер убеждает коллег покинуть Багдад.
Ночью все просыпаются от взрывов, началась бомбардировка. Отель расположен вблизи американских целей в Багдаде. Основная часть команды укрывается в бомбоубежище в то время, как Шоу, Арнетт и Холлиман ведут прямой репортаж, находясь в зоне обстрела. Появляются иракские солдаты и приказывают покинуть помещение. Арнетту удаётся выпроводить солдат, изобразив помешательство. Камера продолжает снимать в течение всей ночи. Команде Винера единственной удается получить прямой репортаж, его смотрят Буш и Хусейн. Наутро журналисты видят из окна разрушенные дома, заваленные обломками улицы. Прибывшие солдаты во главе с Наджи требуют прекратить репортаж.
На следующий день почти вся команда, в том числе Форманек и Шоу, покидают Багдад. Винер остаётся в городе. Указывается, что он вернулся в США 23 января.

## В ролях
- Майкл Китон — Роберт Винер
- Хелена Бонэм Картер — Ингрид Форманек
- Давид Суше — министр информации Ирака Наджи аль-Хадити
- Пол Гилфойл — глава CNN Эд Тёрнер
- Майкл Мёрфи — Том Джонсон
- Майкл Кудлиц — Том Мёрфи
- Джошуа Леонард — кинооператор Марк Бьелло
- Лили Тейлор — звукооператор Джуди Паркер
- Мэтт Кислар — Ник Робертсон
- Джерри Халева — Саддам Хусейн
- Хэмиш Линклейтер — Ричард Рот
- Роберт Уиздом — Бернард Шоу
- Брюс МакГилл — Питер Арнетт
- Джон Кэрол Линч — Джон Холлиман
- Грегг Кларк — Изон Джордан
- Курт Фуллер — Инки
- Билл Моусли — Рекс

## Критика
Фильм был благосклонно встречен кинокритиками. На сайте-агрегаторе Rotten Tomatoes около 78 процентов одобрения.

## Награды и номинации

### Номинации
- 2003 Золотой глобус
  - Лучший мини-сериал или телефильм
  - Лучшая мужская роль в мини-сериале или телефильме — Майкл Китон
  - Лучшая женская роль в мини-сериале или телефильме — Хелена Бонэм Картер
- 2003 Эмми
  - Лучшая женская роль в мини-сериале или телефильме — Хелена Бонэм Картер